# Ки-Чапел
Ки-Чапел (исп. Caye Chapel) — небольшой частный остров в Белизе, расположенный в 16 милях (26 км) к северо-востоку от Белиз-Сити и в 3 милях (4,8 км) к югу от Кей-Колкер. 

## История
Когда-то он принадлежал Исайе Эммануэлю Мортеру, первому африканскому миллионеру Белиза.  Часовня Кайе находится рядом с национальным парком и морским заповедником Бакалар-Чико, внесенным в список Всемирного наследия ЮНЕСКО. Заповедник является частью Мезоамериканской системы барьерных рифов, второго по протяженности барьерного рифа в мире, на котором находится Большая Голубая дыра и другие популярные места для подводного плавания, доступные из Кей-Чапел.  По сравнению с другими типично сельскими районами и островами поблизости, здесь есть взлетно-посадочная полоса, поле для гольфа на 18 лунок, клуб площадью 25 000 квадратных футов (2300 м2) и помещения для проведения конференций. Поле для гольфа, получившее название White Shark Golf Course, было спроектировано бывшим игроком PGA Tour и членом Всемирного зала славы гольфа Грегом Норманом совместно с бывшей игроком LPGA Tour и членом Всемирного зала славы гольфа Лореной Очоа. Поле для гольфа расположено в центральной части острова площадью 280 акров, а самая южная точка поля для гольфа расположена рядом с взлетно-посадочной полосой Кей Чапел.  В настоящее время поле для гольфа и большая часть инфраструктуры острова находятся в заброшенном или законсервированном состоянии, создавая сюрреалистичный вид «курорта-призрака» среди райской природы. 2 сентября 2023 года компания Four Seasons Hotels and Resorts вновь объявила о планах по развитию Кей-Чапел, но проект был приостановлен на много лет. Ожидается, что на острове будет около 50 частных земельных участков, 35 частных резиденций и 100 гостевых комнат и люксов. В окрестностях острова можно заняться сноркелингом и рыбной ловлей.
Строительство гигантской взлетно-посадочной полосы и поля для гольфа на хрупкой островной экосистеме вызвало серьезную озабоченность у экологов и местных жителей. Для их создания были проведены масштабные работы по изменению ландшафта, осушению участков и вырубке растительности. Остров, стал примером масштабного вмешательства человека в природу.
Судьба острова Кэй Чапел остается неопределенной. Он много лет является причиной в сложных судебных процессах между бывшими и нынешними владельцами, инвесторами и правительством Белиза. Споры ведутся вокруг прав собственности, условий контрактов и экологических обязательств. Это одна из самых громких и затяжных историй в сфере недвижимости и туризма Белиза.